# Знак «За заслуги перед городом» (Кривой Рог)
Знак «За заслуги перед городом» (укр. Знак «За заслуги перед містом») — награда, присваиваемая Криворожским городским советом гражданам в знак признания их выдающихся заслуг перед Кривым Рогом и поощрения их деятельности. Вручается с 2005 года.

## История
Награда «За заслуги перед городом» была учреждена в период руководства Криворожским городским советом Юрия Любоненко, решением исполкома городского совета от 15.03.2000 № 151 «Об учреждении награды исполкома горсовета — нагрудного знака "За заслуги перед городом"».
В 2005 году решением исполкома Криворожского городского совета от 16.02.2005 № 108 была принята награда в современном виде. Данным решением было аннулировано решение от 2000 года и все награды выданные в период с марта 2000 по февраль 2005 года были приравнены к награде «За заслуги перед городом» III степени.

## Награда

### Статус
Знак «За заслуги перед городом» — вторая по значимости муниципальная награда Кривого Рога после звания «Почётный гражданин Кривого Рога». Младшие награды по степени убывания — почётная грамота и грамота Криворожского городского совета.

### Награждение
Номинантами на вручение почётного знака могут быть как жители города, так и граждане других государств и городов Украины.
Обоснованием к вручению нагрудного знака «За заслуги перед городом» являются: значительный личный вклад в экономическую, научно-техническую, социально-культурную, военную, общественную и другие сферы деятельности и заслуги перед жителями, содействие становлению и развитию Кривого Рога; многолетний добросовестный труд, активную общественную и благотворительную деятельность; самоотверженность в экстремальных ситуациях при защите имущества территориальной общины и объектов жизнеобеспечения города; достижения выдающихся успехов в обучении и воспитании молодого поколения. Так же награда вручается к профессиональными праздниками, юбилейным, памятным и другим знаменательным датам и событиям.
Вручение нагрудного знака проводится главой Кривого Рога либо одним из членов исполкома Криворожского городского совета по его поручению в торжественной обстановке с публичным освещением события.

### Степени
Награда имеет три степени, самой высокой из которых является первая. Награждение происходит последовательно — знаками III, II, I степени и, как правило, осуществляется не ранее чем через три года после последнего награждения. Награждённые знаком I степени являются кавалерами награды исполкома Криворожского городского совета — нагрудного знака «За заслуги перед городом». По состоянию на март 2015 года было 209 полных кавалеров данной награды.